# 北勝城勲
北勝城 勲（ほくとじょう つとむ、1980年10月22日 - ）は、大阪府大阪市西成区出身で八角部屋に所属した元大相撲力士。本名は山口 勲（やまぐち つとむ）。身長186cm、体重153kg、血液型A型、星座は天秤座。得意手は、左四つ、寄り。最高位は西幕下4枚目（2003年9月場所）。

## 来歴
相撲経験は兄・雷光より長く、小学校時代からわんぱく相撲をとっていた。中学卒業と同時に兄を追うように八角部屋に入門し、1996年（平成8年）3月場所に初土俵を踏んだ。
2003年（平成15年）7月場所では幕下を7戦全勝で優勝し、翌9月場所は西幕下4枚目まで番付を上げた。しかし幕下上位の壁をなかなか破れず、5年近く幕下で足踏みが続き、2008年1月場所限りで引退した。

## 主な成績
- 通算成績：245勝205敗33休(72場所)

## 各段優勝
- 幕下優勝：1回（2003年7月場所）

## 改名歴
- 北山口 勲（きたやまぐち つとむ）1996年3月場所-1998年11月場所
- 北勝城 勲（ほくとじょう つとむ）1999年1月場所-2008年1月場所